# When the Heartache Is Over
«When the Heartache Is Over» (en español: «Cuando el dolor se acaba») es una canción de la cantante suiza Tina Turner, lanzada en 1999, como primer sencillo de su álbum de estudio Twenty Four Seven. Fue producida por Brian Rawling y Mark Taylor, los mismos que intervinieron en el hit mundial de Cher, "Believe". La canción fue un éxito en las listas de género dance de Norteamérica y Europa, alcanzando el puesto #10 en Reino Unido y el #3 en los Estados Unidos y Finlandia.
El sencillo incluye remezclas de Hex Hector, 7th District Inc., entre otros deejay's. La versión europea también incluye grabaciones en directo de la gira Wildest Dreams Tour; de "I Can't Stand the Rain" y "On Silent Wings".
El vídeo musical de la canción fue dirigido por Paul Boyd, y muestra a Tina Turner bailando con un grupo de jóvenes, mientras detrás de ella brilla una gran letra "T", el escenario es completamente negro.
El dúo británico de dance Freemasons incluyó los coros de “When the Heartache Is Over” en el sencillo lanzado en 2005, titulado «Love on My Mind».

## Versiones y remezclas
- Versión del álbum - 3:45
- Metro Mix - 5:44
- 7th District Club Mix - 5:10
- Hex Hector 12" Vocal Mix - 8:45
- Hex Hector 7" Vocal Mix -3:30
- Hex Hector 12" Instrumental - 8:45
- Hex Hector A cappella - 4:02
- Hex Hector 12" Just Drums Mix - 5:01

## Posicionamiento
| Posición | Listas                       |
| -------- | ---------------------------- |
| 3        | Finlandia                    |
| 3        | EE. UU Dance/Club Play       |
| 5        | Europa Top 100               |
| 8        | España                       |
| 9        | EE. UU AC                    |
| 9        | Reino Unido Airplay          |
| 10       | UK Singles Chart             |
| 16       | Suecia                       |
| 17       | Bélgica)                     |
| 17       | Suiza                        |
| 22       | Austria                      |
| 22       | EE. UU. R&B                  |
| 23       | Alemania                     |
| 26       | Polonia                      |
| 49       | Francia                      |
| 51       | Billboard Hot 100 de EE. UU. |